# Cianfa Donati
Cianfa Donati (... – antes del 1289) fue un político italiano activo en Florencia en el siglo XIII, quizás citado por Dante Alighieri en el Infierno entre los ladrones de la séptima fosa (bolgia).
En el 1282 Cianfa Donato fue consejero del Capitano del popolo y es también citado en un documento del 1283. En el 1289 se sabe que ya estaba muerto.
En el canto XXV Dante llama a tres almas de ladrones florentinos quienes se preguntan donde está Cianfa. Viene indicado como aquel que se funde con la "lagartija", que después se funde con Agnello Brunelleschi. Dado que Dante está completamente ocupado describiendo la metamorfosis en todo el canto, no se da ninguna noticia biográfica ni sobre el pecado ni sobre el condenado.
Algunos comentadores antiguos lo indicaron como ladrón de ganado y experto en el robo de artículos en las tiendas. No existen documentos que comprueben esto, pero es un hecho que la numerosa familia de los Donati era llamada Malefami.
La presencia de cinco ladrones florentinos en el Infierno hará que Dante escriba una famoso invectiva contra Florencia que inicia con "¡Alégrate, Florencia!" (Inf. XXVI, v. 1).